# تطعيم زخرفي

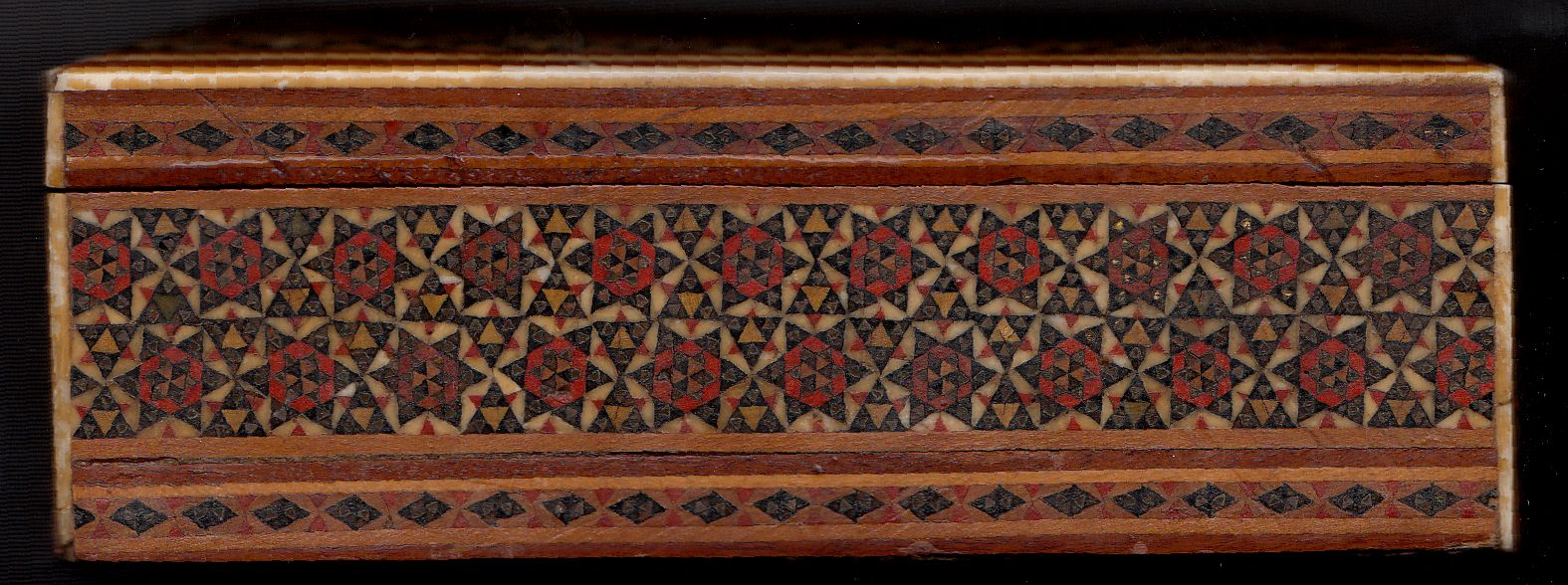
قطعة من تحفة شرقية فيها تطعيم بالعاج وخشب الصندل والنحاس على صندوق مجوهرات خشبي

التطعيم الزخرفي  هو فن من الفنون الزخرفية يتضمن غرس (تطعيم) مواد ذات تباين لوني مع المادة الأم الأساس بهدف الزخرفة.
يعد التطعيم الزخرفي من الحرف اليدوية التي كانت شائعة في العالم العربي والإسلامي، ومثالها تصديف الأثاث.